# Невский, Александр Владимирович
Алекса́ндр Влади́мирович Не́вский (род. 21 февраля 1958) — советский легкоатлет, специалист по многоборьям. Выступал за сборную СССР по лёгкой атлетике в 1980-х годах, победитель Кубка Европы в командном зачёте, чемпион и призёр первенств национального значения, участник ряда крупных международных стартов, бывший рекордсмен мира в семиборье.

## Биография
Александр Невский родился 21 февраля 1958 года. Представлял Украинскую ССР и добровольное спортивное общество «Динамо» (Киев).
Первого серьёзного успеха на взрослом международном уровне добился в сезоне 1970 года, когда вошёл в состав советской национальной сборной и побывал на Кубке Европы по легкоатлетическим многоборьям в Дрездене, откуда привёз награды бронзового достоинства, выигранные в личном и командном зачётах.
В марте 1980 года на чемпионате СССР в Ленинграде одержал победу в семиборье, установив при этом мировой рекорд в данной дисциплине — 6013 очков.
На чемпионате СССР 1981 года в Ленинграде был лучшим в десятиборье.
В феврале 1982 года на зимнем чемпионате СССР в Гомеле улучшил мировой рекорд семиборье, набрав в сумме всех дисциплин 6144 очка (рекорд впоследствии продержался почти четыре года и был превзойдён немцем Зигфридом Венцем).
В 1983 году победил на зимнем чемпионате СССР в Запорожье, взял бронзу на чемпионате страны в рамках VIII летней Спартакиады народов СССР в Москве, принял участие во впервые проводившемся чемпионате мира по лёгкой атлетике в Хельсинки, где в программе десятиборья с результатом в 8201 очко стал шестым.
В 1984 году с личным рекордом в 8476 очков выиграл серебряную медаль в десятиборье на соревнованиях Hypo-Meeting в Австрии. Рассматривался в качестве кандидата на участие в летних Олимпийских играх в Лос-Анджелесе, однако Советский Союз вместе с несколькими другими странами восточного блока в конечном счёте бойкотировал эти соревнования по политическим причинам. Вместо этого Невский выступил на альтернативном турнире «Дружба-84» в Москве.
В 1985 году получил бронзу в семиборье на зимнем чемпионате СССР в Москве. В десятиборье стал бронзовым призёром на Hypo-Meeting, был вторым на летнем чемпионате СССР в Ленинграде, успешно выступил на Кубке Европы в Крефельде, где стал серебряным призёром в личном зачёте и помог своим соотечественникам выиграть мужской командный зачёт.
В 1986 году занял седьмое место на Hypo-Meeting, отметился выступлением на Играх доброй воли в Москве.
На чемпионате СССР 1987 года в Таллине добавил в послужной список серебряную награду, тогда как на последовавшем чемпионате мира в Риме показал в десятиборье восьмой результат.